# Жердяжне (Логойський район)
Жердяжне — (біл. вёска Жардзяжжа), село (веска) в складі Логойського району розташоване в Мінській області Білорусі, підпорядковане Околовській сільській раді.
Село Жердяжне розташоване в центральних районах Білорусі, у північній частині Мінської області - орієнтовне розташування [Архівовано 11 червня 2020 у Wayback Machine.].